# Zoom Erlebniswelt Gelsenkirchen
Die Zoom Erlebniswelt (Eigenschreibweise ZOOM Erlebniswelt) in Gelsenkirchen ist der umgestaltete ehemalige Ruhr-Zoo. Träger des Zoos sind die Stadtwerke Gelsenkirchen, die eine hundertprozentige Tochtergesellschaft der Stadt Gelsenkirchen sind.

## Allgemeine Beschreibung

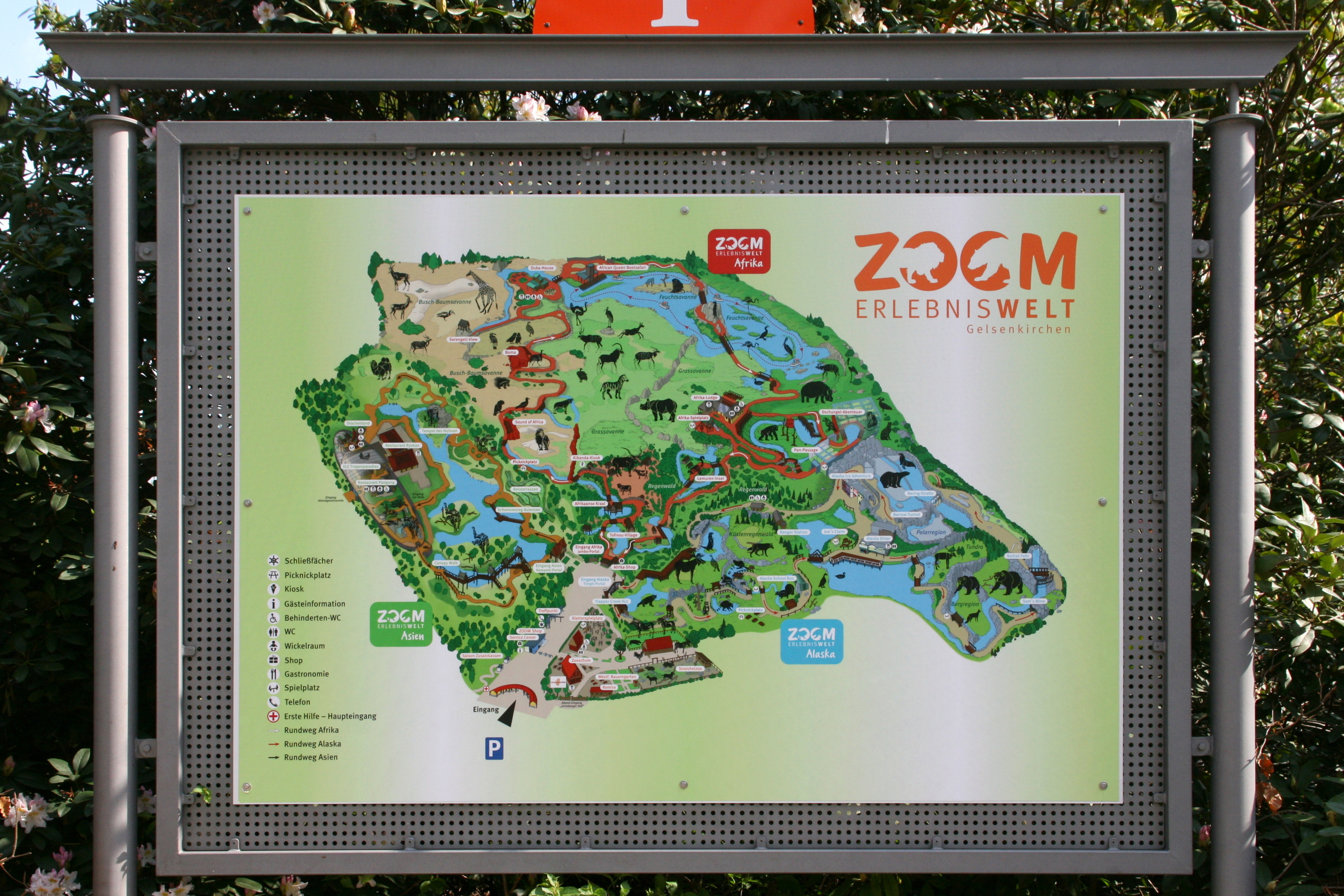
Lageplan des Zoos

Der Zoo ist in vier Themenbereiche gegliedert: Alaska, Afrika, Asien sowie Grimberger Hof und Schildkrötengarten.
In der Erlebniswelt Alaska finden sich auf dem zwei Kilometer langen Rundweg die vier Vegetationszonen des großen Vorbildes wieder: Besucher streifen durch die üppige Pflanzenwelt des feucht-kühlen Küstenregenwalds, genießen den betörenden Duft der Nadelwälder in der  Tundra, bestaunen die wilden Felsformationen der Bergregion und verlieren sich im ewigen Eis der Polarregion. Die Artengemeinschaften auf dem 6 Hektar großen Areal der ZOOM Erlebniswelt Alaska umfassen mehr als 100 Tiere. Besonderheiten hier sind unter anderem der Unterwasserglastunnel in der Seelöwenanlage, die 3.000 m² große Bärenanlage oder das Alaska Ice Adventure, eine simulierte Fahrt in einem Iglu auf einer Eisscholle.
Auf einer Gesamtfläche von 14 Hektar finden sich in der ZOOM Erlebniswelt Afrika fast alle Landschaftstypen und Vegetationszonen des großen Kontinents: Die weite, trockene Grassavanne, die Feuchtsavanne mit einem afrikanischen See und niederem Buschwerk sowie der üppige Regenwald mit Bäumen, Schlingpflanzen und dichtem Gehölz in der Dschungelhalle.
Über eine Wegstrecke von insgesamt 2,2 Kilometern erkunden die Besucher den gesamten Kontinent zu Fuß und per Boot bei einer Rundfahrt mit der African Queen. Eine ausgeklügelte Landschaftsarchitektur garantiert ein unvergessliches Naturerlebnis und spektakuläre Begegnungen mit der Tierwelt Afrikas – ganz ohne sichtbare Barrieren.
Der Regenwald Südostasiens ist wohl das reichste Ökosystem der Welt. In der ZOOM Erlebniswelt Asien haben Besucher die Möglichkeit, in eine authentisch nachempfundene Dschungelwelt einzutauchen. Auf einer Wegstrecke von über 1,3 Kilometern, teilweise als Baumwipfelpfad in 5 Metern Höhe gestaltet, können die „Asienreisenden“ durch den Regenwald spazieren und die ganze Vielfalt der tropischen Tier- und Pflanzenwelt entdecken.
Der Grimberger Hof, ein westfälisch gestaltete Bauernhof, ist eine Mischung aus Streichelzoo, Spielplatz, Bauerngarten und Gastronomie. Hier können die kleinen und großen Besucher auf Tuchfühlung gehen und erleben den Umgang mit Nutztieren sprichwörtlich hautnah.
Gleich hinter dem ZOOM Shop gibt es einen Platz, der zum Ausruhen und Entspannen einlädt: Im 300 Quadratmeter großen Schildkrötengarten können Besucher unter hohen Bäumen Spornschildkröten beobachten. 
| Jahr     | Besucheranzahl |
| -------- | -------------- |
| vor 2005 | ca. 250.000    |
| 2006     | ca. 750.000    |
| 2007     | ca. 1.000.000  |
| 2008     | ca. 900.000    |
| 2009     | ca. 850.000    |
| 2010     | ca. 1.050.000  |
| 2011     | ca. 902.000    |
| 2012     | ca. 735.000    |
| 2013     | ca. 865.000    |
| 2014     | 956.007        |
| 2015     | 970.407        |
| 2016     | 792.389        |
| 2017     | 751.979        |
| 2018     | 781.068        |
| 2019     | 838.212        |

## Gliederung

### Grimberger Hof
Im Grimberger Hof sind neben dem Bauerngarten, dem Abenteuerspielplatz und der Gastronomie auch einige Rotbunte Husumer Schweine, Zwergesel, Hinterwälder Rinder sowie der Streichelzoo beheimatet. Der erste Bauabschnitt des ca. 4 ha großen Areals wurde im Mai 2004 eröffnet, der zweite nach Abriss des ehemaligen Elefantenhauses am 13. September 2007.
Tiere
- Rotbunte Husumer Schweine
- Zwergesel
- Hinterwälder Rinder
- Zwergziegen
- Deutscher Sperber
- Moorschnucke
- Meerschweinchen

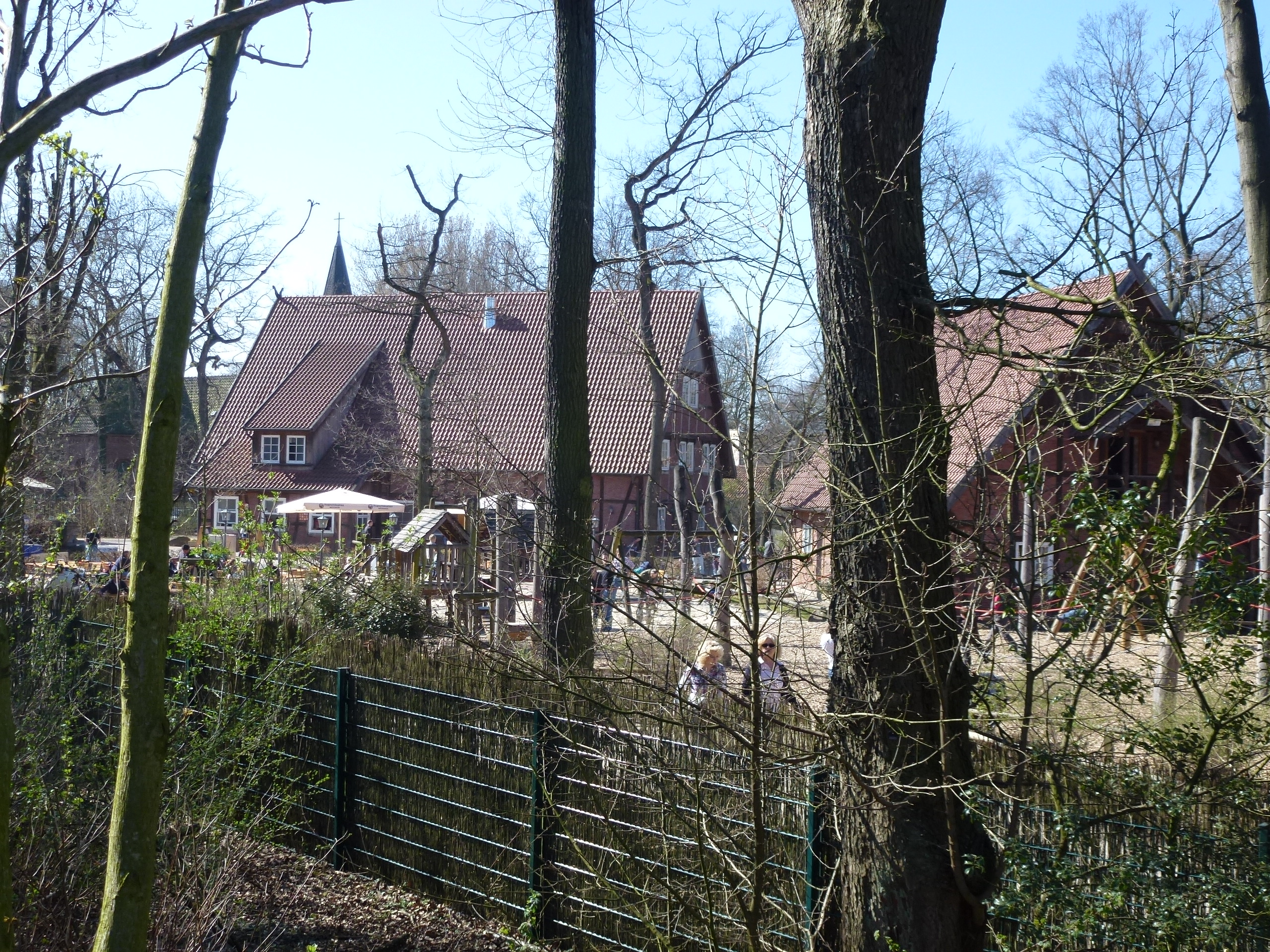
Blick auf „Grimberger Hof“ (Gastronomie, WC (rechts))
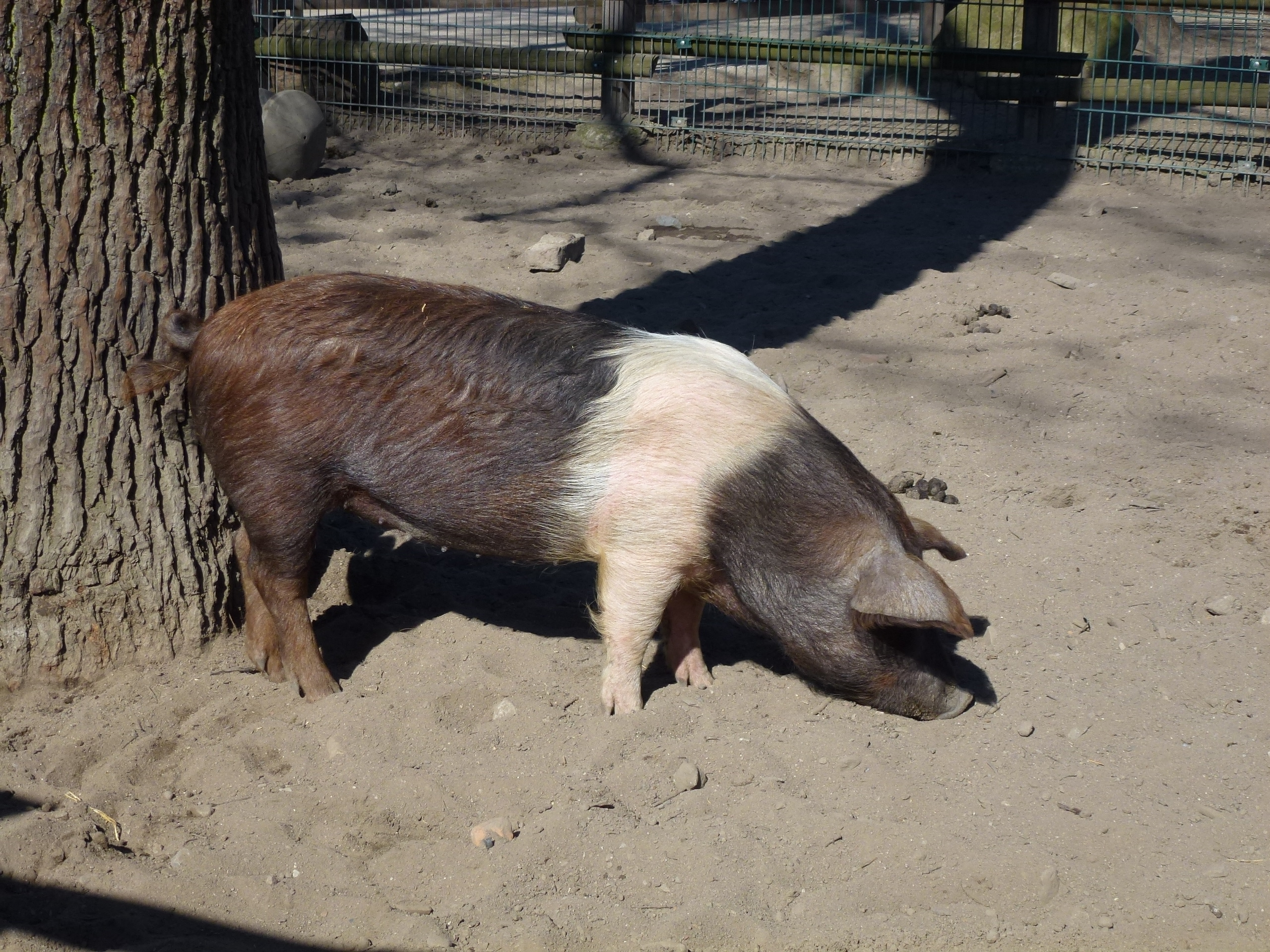
Dänisches Protestschwein

### Alaska
Die Erlebniswelt Alaska ist mit rund sechs Hektar und einer Rundweglänge von 1,3 Kilometern der nach Afrika größte Teil der Erlebniswelt. Im Eisbärenrevier lebte u. a. das einzige bekannte kleinwüchsige Weibchen Antonia (* 24. November 1989;  † 10. August 2025).
Besondere Besucherattraktionen in der Erlebniswelt Alaska sind die „Bering-Straße“, ein neun Meter langer Glastunnel im Seelöwenbecken, der acht Meter hohe Wasserfall im Kodiakbärengehege sowie das Alaska Ice Adventure, das eine Fahrt in einem auf einer Eisscholle befindlichen Iglu simuliert. Der Unterhaltung dient auch ein Goldwaschspielplatz.
Tiere
- Elche
- Rentiere
- Kanadische Biber
- Nordamerikanische Fischotter
- Waschbären
- Kamtschatka Braunbären
- Eisbären
- Streifenskunks
- Luchse
- Timberwölfe
- Nordamerikanische Baumstachler
- Schneeeulen
- Kalifornische Seelöwen
- Europäische Braunbären
- Hausrentiere
- Rothalsgans
- Waschbären

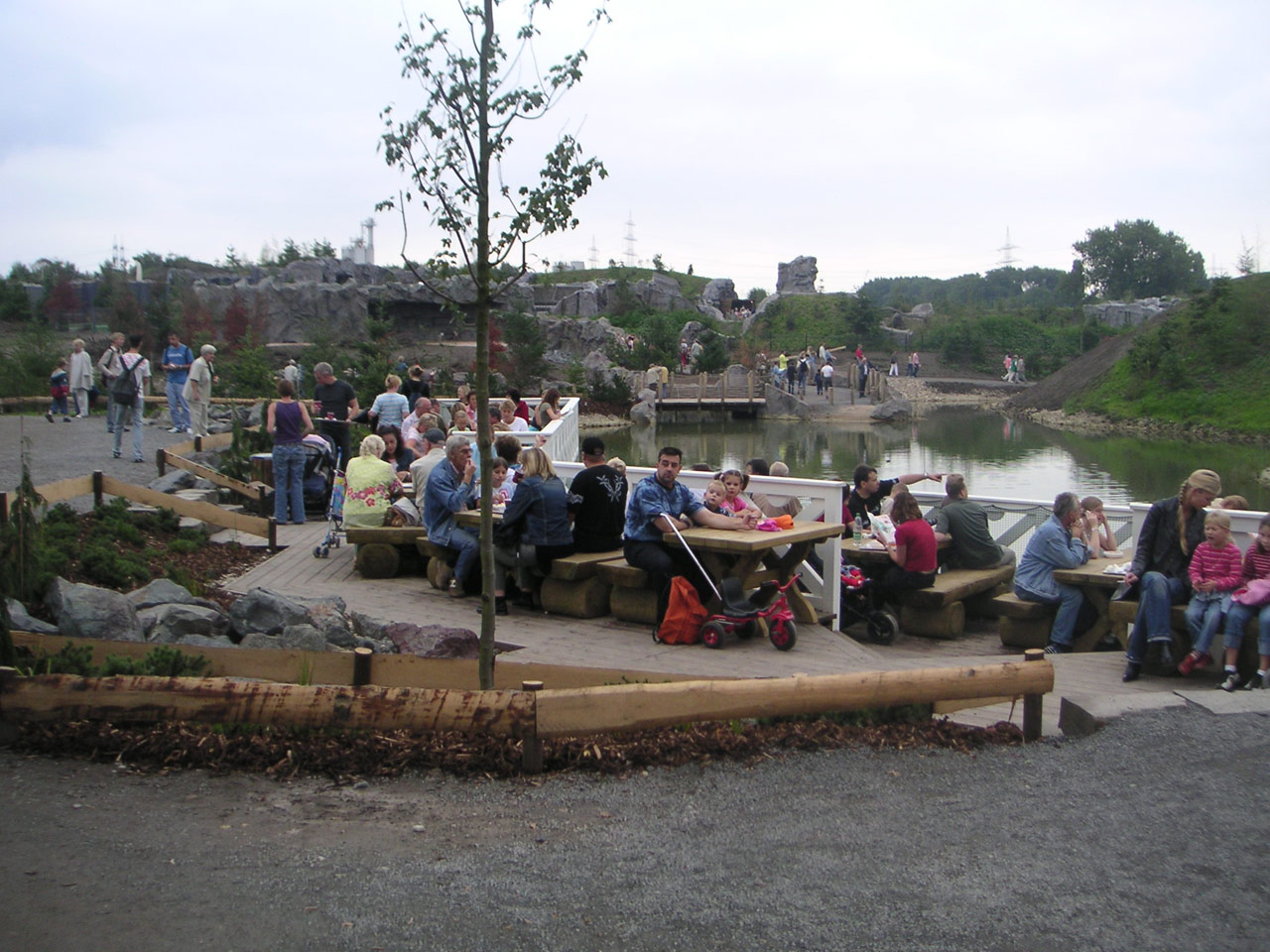
Blick auf „Alaska“ (Gastronomie, Rentiergehege)
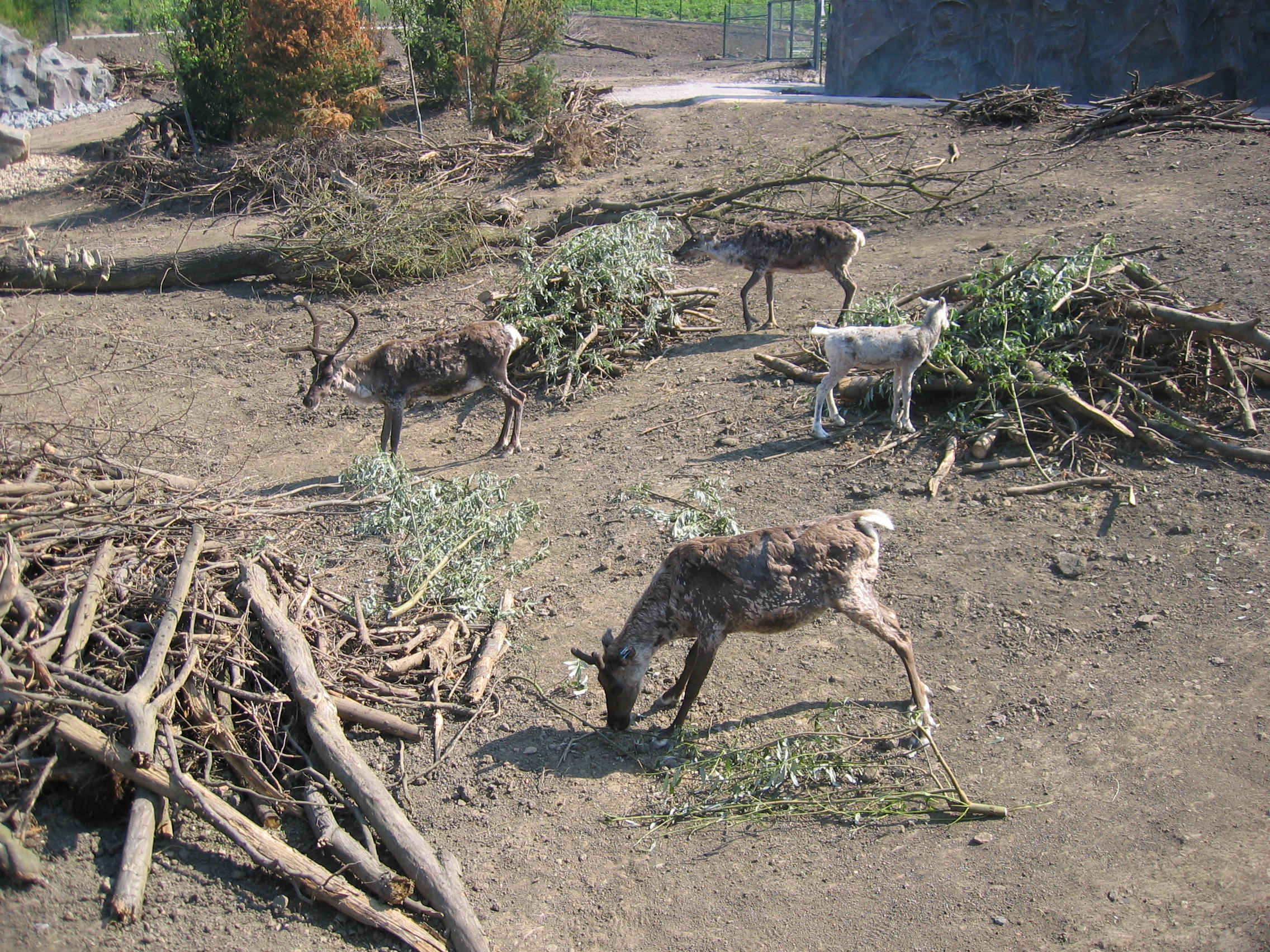
Rentiere
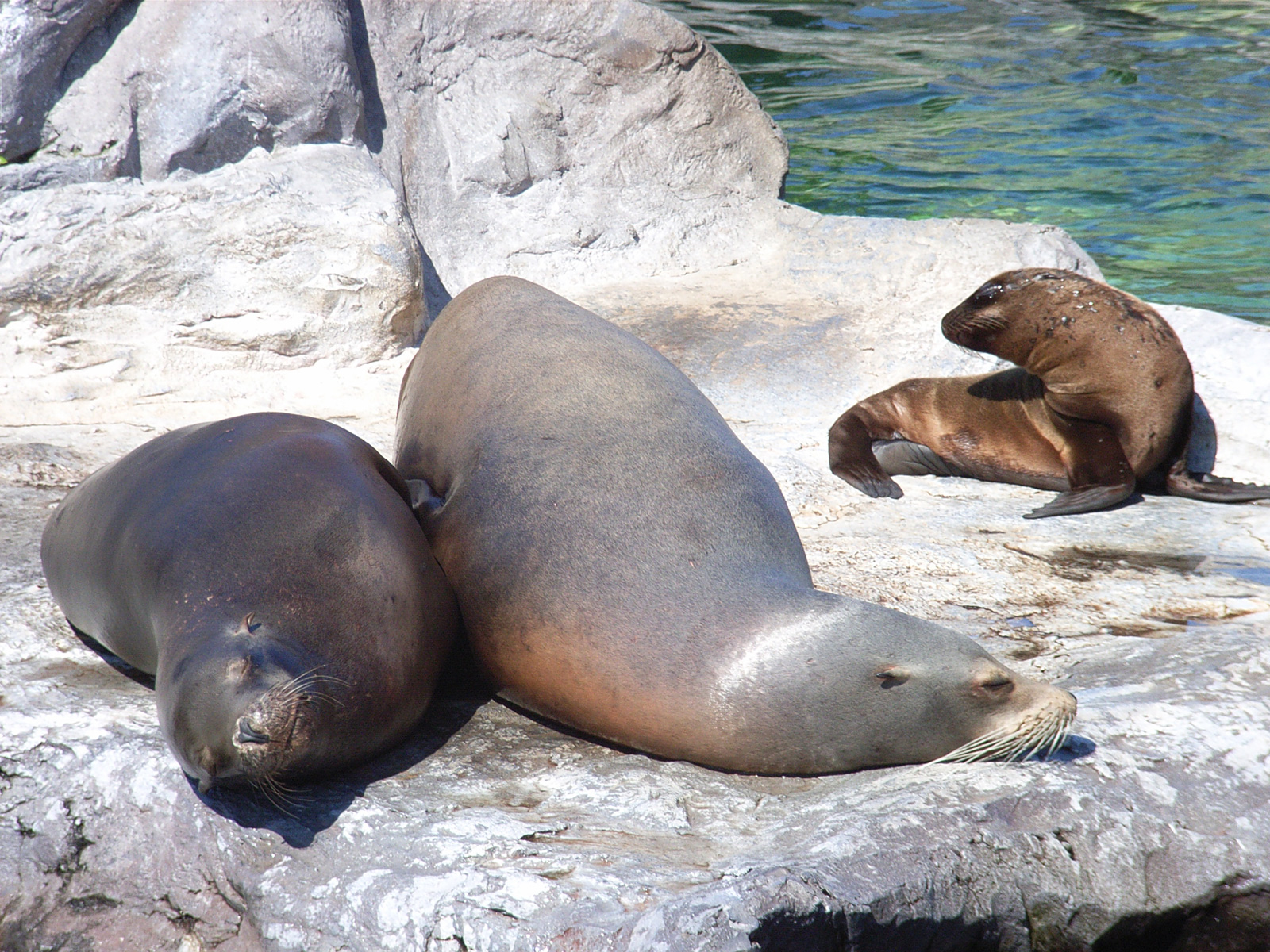
Seelöwen
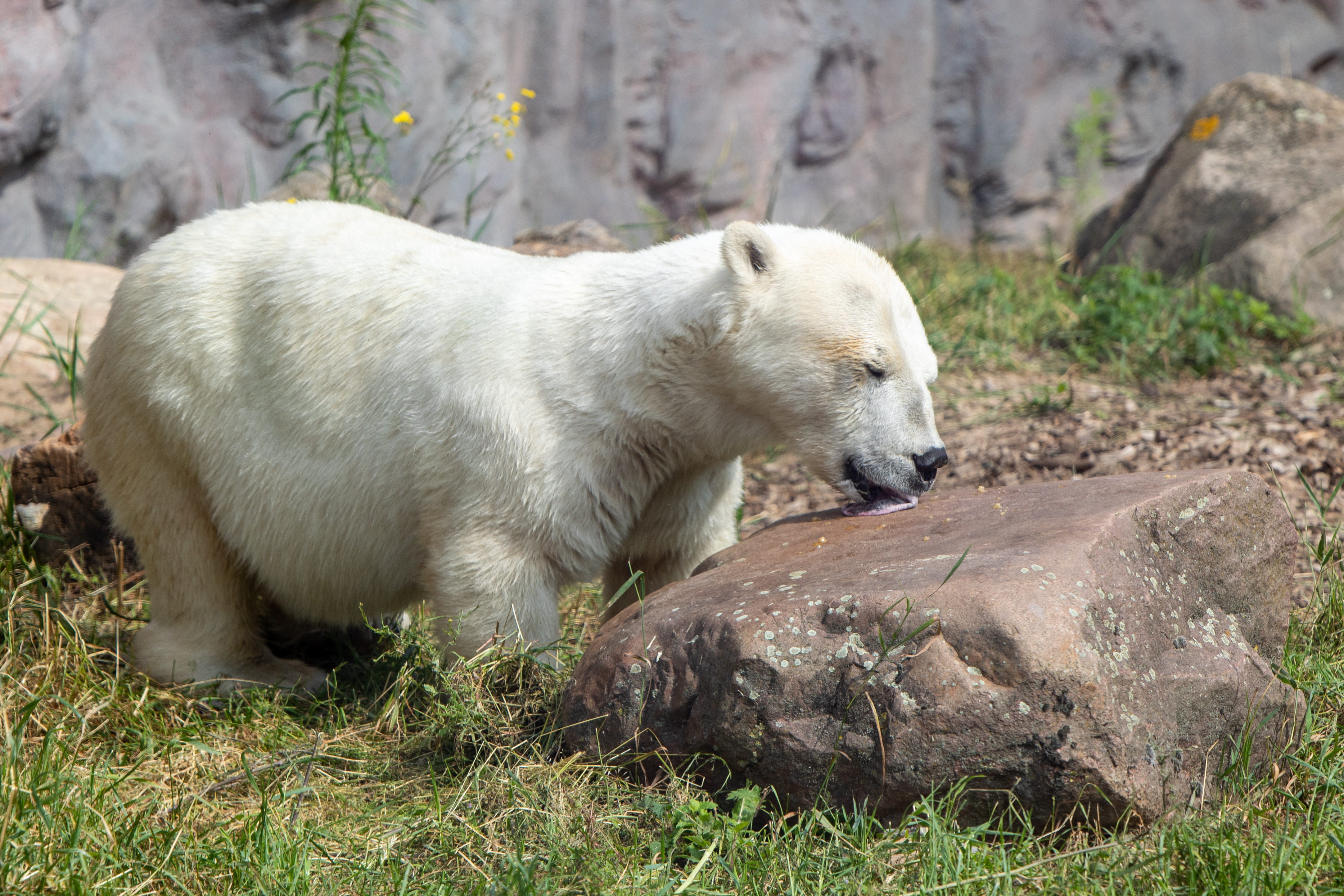
Kleinwüchsiges Eisbärweibchen „Antonia“
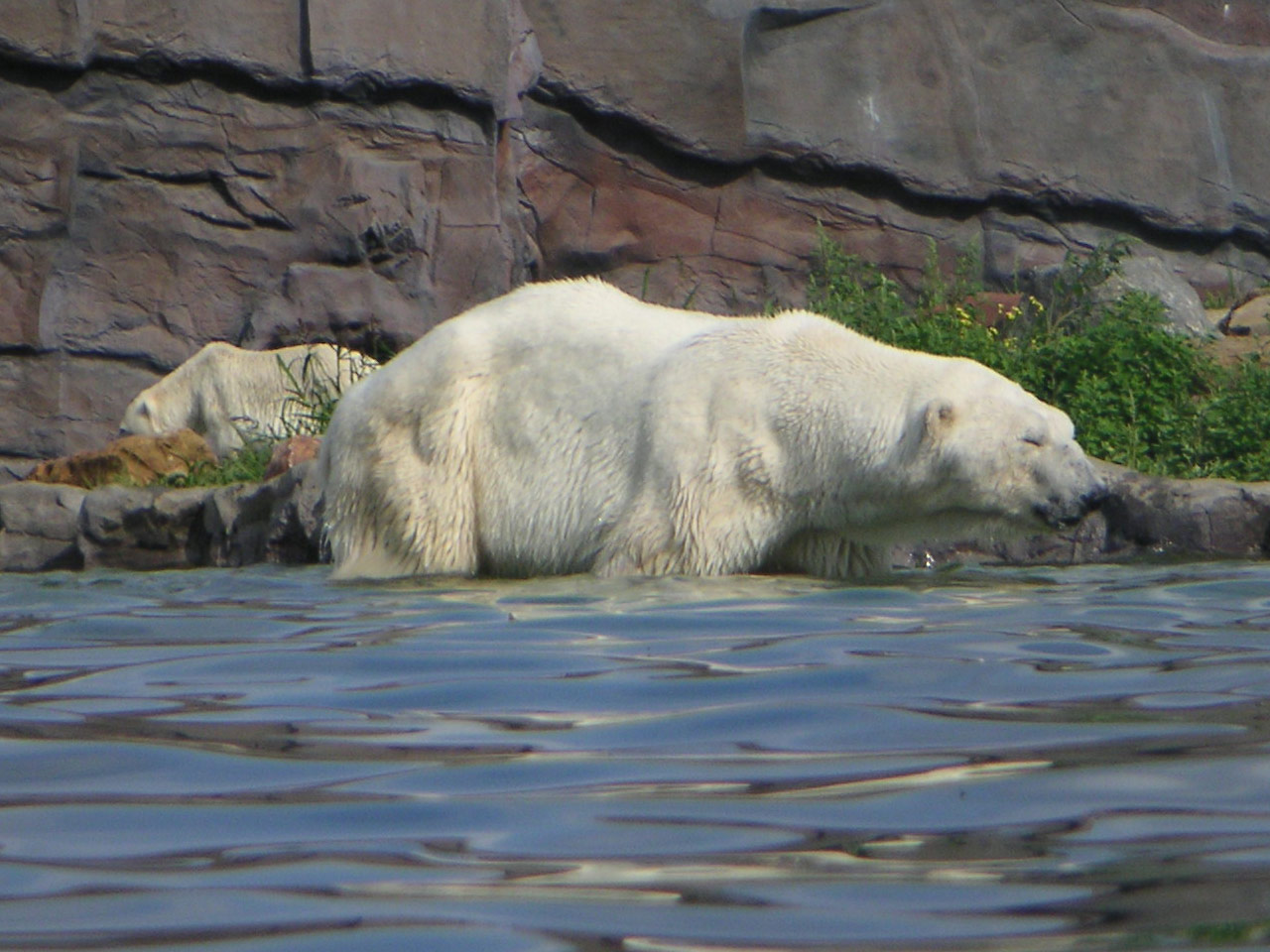
Eisbären
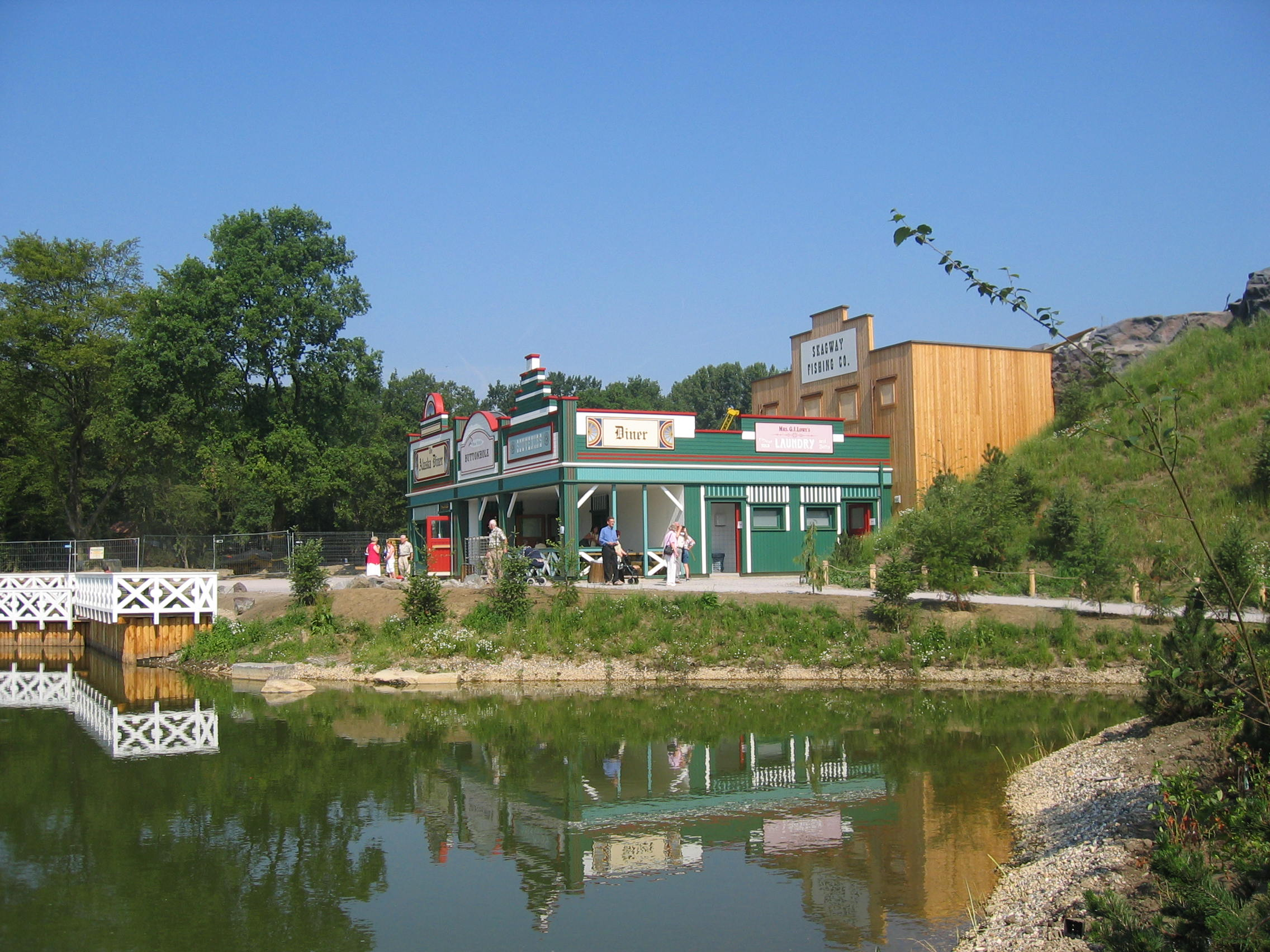
Gastronomie in diesem Bereich

### Afrika
Die im Sommer 2006 fertiggestellte Erlebniswelt Afrika (Eröffnung am 20. Juli 2006) beheimatet unter anderem Löwen, Hyänen, Rothschildgiraffen, Grant-Zebras, Somalischafe und Watussirinder. Die Erlebniswelt hat eine Fläche von 14 Hektar und eine Weglänge von 1,8 Kilometern. Damit war sie 2005/06 die größte Baustelle in Nordrhein-Westfalen und nimmt beinahe die Hälfte der Fläche der Zoom Erlebniswelt ein.
Im August 2006 siedelte die gesamte Schimpansengruppe des Zürcher Zoos, eine der wenigen reinen Gruppen der westafrikanischen Unterart, nach Gelsenkirchen um.
In der Erlebniswelt Afrika gibt es als Besucherattraktionen eine Bootstour mit der African Queen, das ELE Dschungel Abenteuer, die Lemureninsel, sowie ein nachgebautes afrikanisches Fischerdorf mit Originalbooten aus Ghana.
Tiere
- Afrikanische Haustiere: Watussirinder, Somali-Schafe
- Busch-Baumsavanne: Afrikanische Löwen, Tüpfelhyänen, Weißschwanz-Stachelschweine, Gelbkehlfrankoline, Rußköpfchen, Rothschildgiraffen, Blessböcke, Nyalas, Impalas, Nördliche Hornraben
- Küste: Brillenpinguine
- Grassavanne: Grant-Zebras, Elenantilopen, Große Kudus, Springböcke, Rappenantilopen, Rothalsstrauße, Breitmaulnashörner
- Feuchtsavanne: Anubispaviane, Erdmännchen, Rötelpelikane, Witwenpfeifgänse, Flusspferde, Sitatungas
- Regenwald: Westafrikanische Schimpansen, Servale, Rote Varis, Hammerköpfe, Königspython

Flusspferd Ernie feierte am 31. März 2025 seinen 55. Geburtstag. Er gilt damit als der älteste Flusspferdbulle Europas. Ernie wurde in Karlsruhe geboren, lebt aber seit mehr als 54 Jahren in Gelsenkirchen. Mit seinen beiden Frauen Rupia und Asita bewohnt er das ELE Dschungel Abenteuer und den Außenbereich am Afrika-See.
Im Juni 2020 wurde zwischen den Nashorn- und Flusspferdgehegen eine Anlage für die Brillenpinguine eröffnet. In einem 240 m² großen Wasserbecken mit Panoramascheibe können die Besucher die einzige Pinguinart Afrikas beim Schwimmen und Tauchen beobachten. Die Ursprungskolonie aus Männchen und Weibchen stammt aus dem Zoo Bristol.

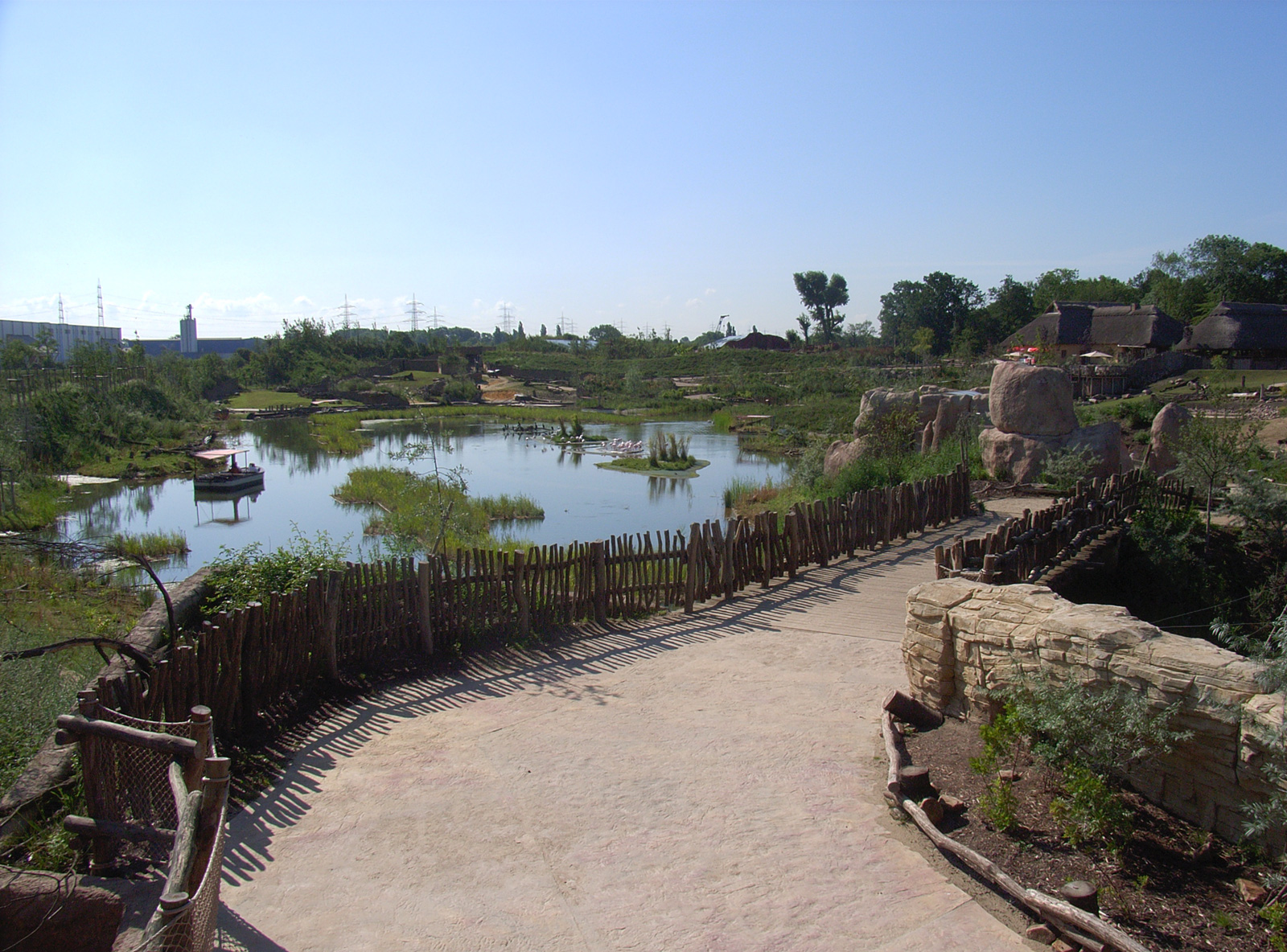
Blick auf „Afrika“ (Feuchtsavanne, Grassavanne (rechts))
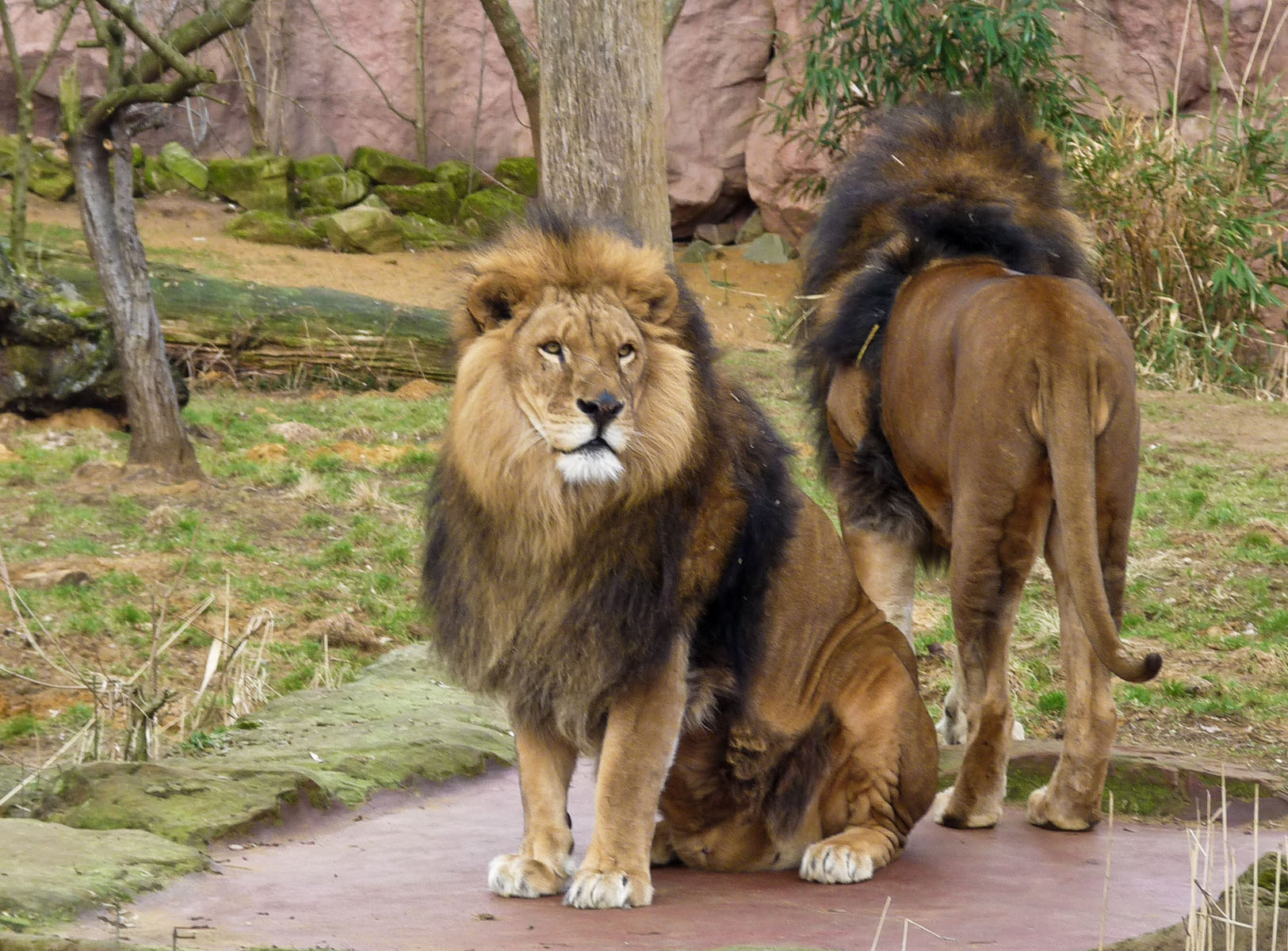
Löwen
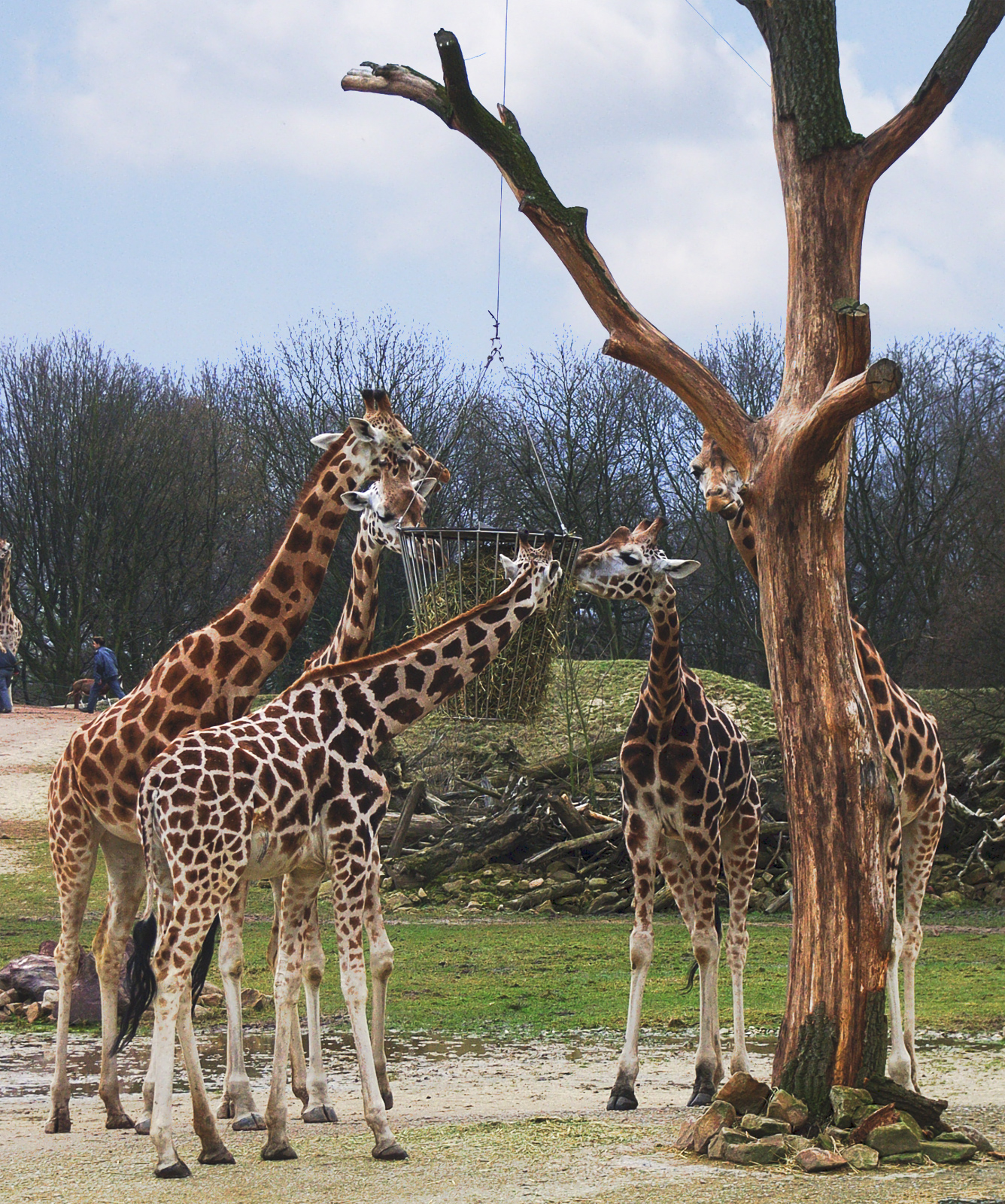
Giraffen
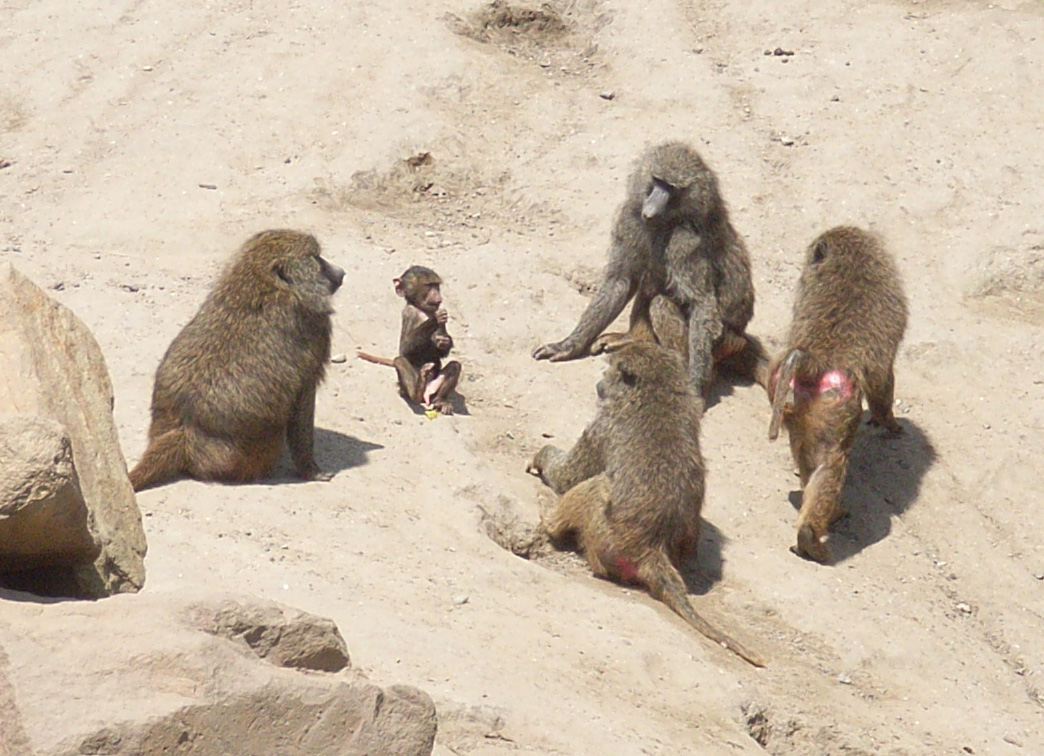
Paviane
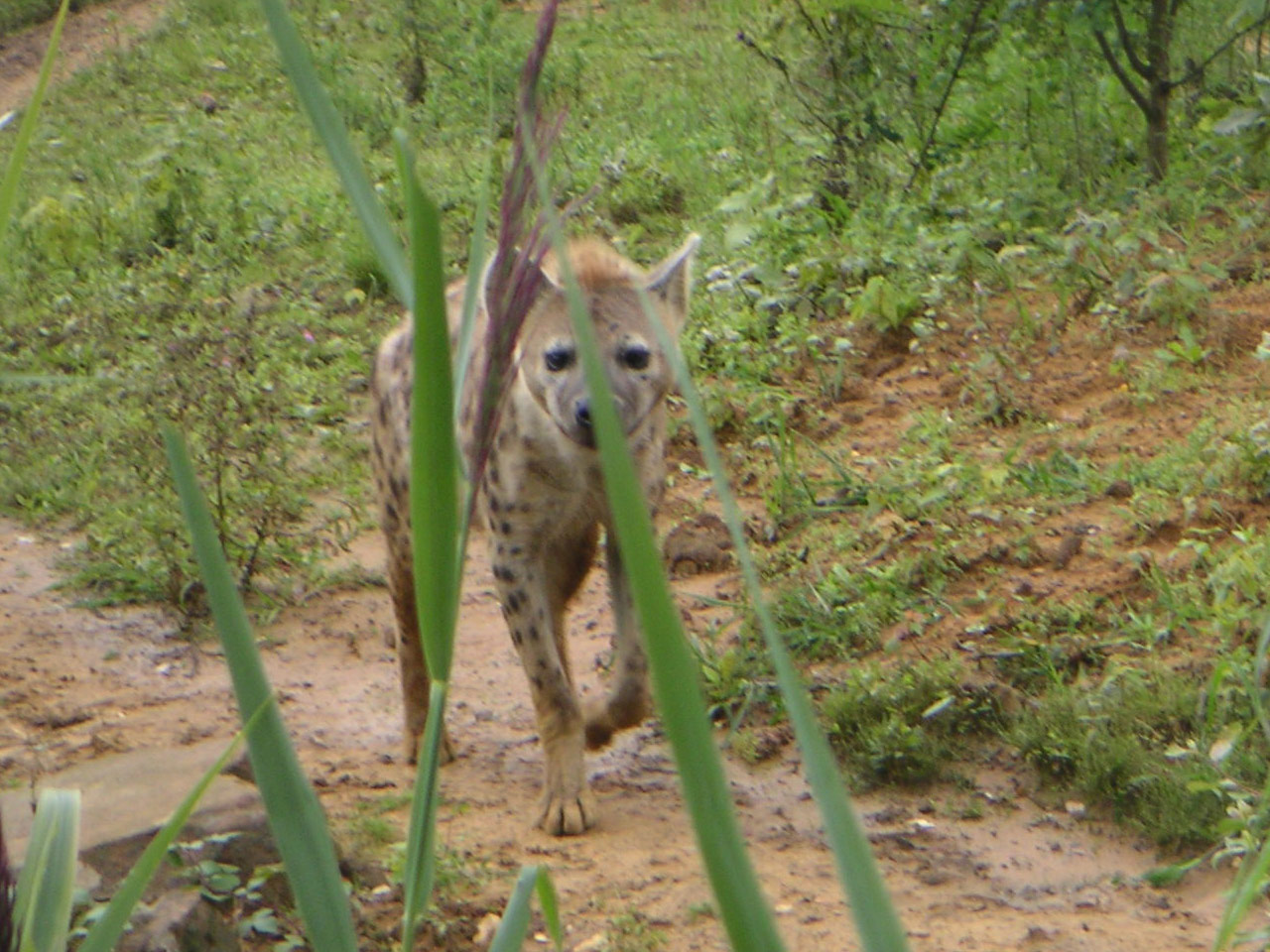
Tüpfelhyäne
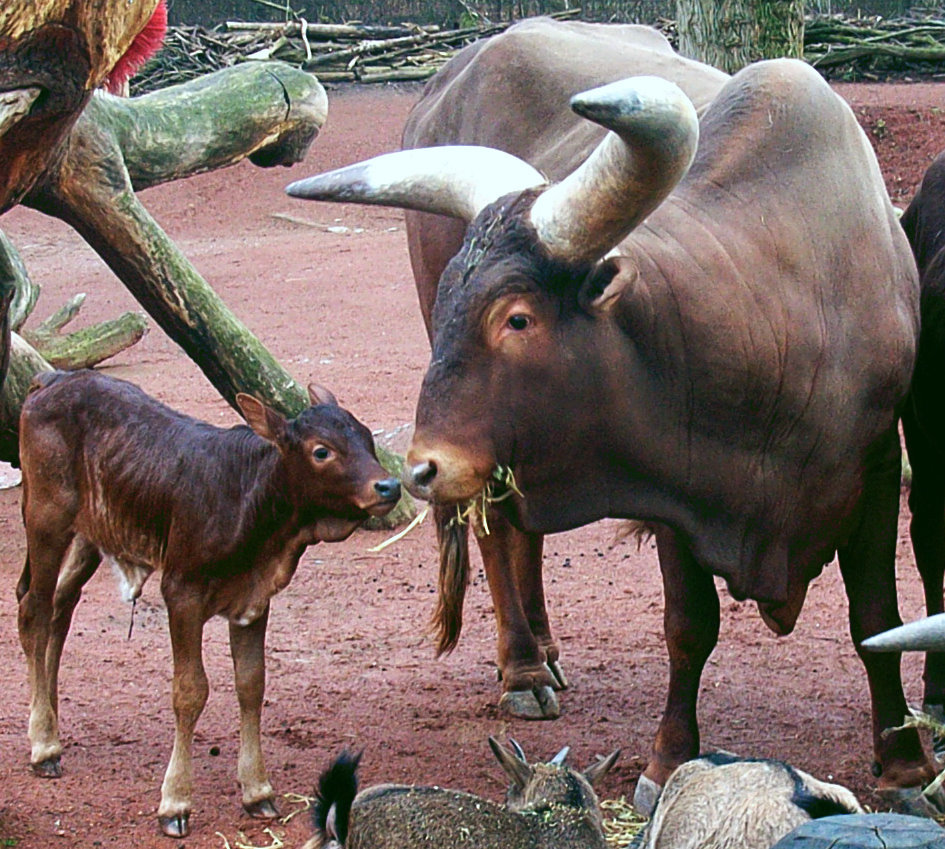
Watussirinder

### Asien
Der zuletzt eröffnete Themenbereich der ZOOM Erlebniswelt ist Asien. Das etwa fünf Hektar große Areal wurde am 4. März 2010 eröffnet. Mittelpunkt des Areals ist das ca. 4.500 Quadratmeter große ELE Tropenparadies, in dem sich die Gemeinschaftsanlage der Sumatra-Orang-Utans mit Hulmans und Zwergottern sowie der große Indoor-Spielplatz Drachenland befinden. Im Mai 2013 wurde der Asien-Bereich um eine Anlage für Amurtiger erweitert.
Tiere
- Sumatra-Orang-Utans
- Zwergotter
- Hulman
- Vögel
- Reptilien
- Südliche Schweinsaffen
- Kleine Pandas
- Kalong-Flughunde
- Amurtiger

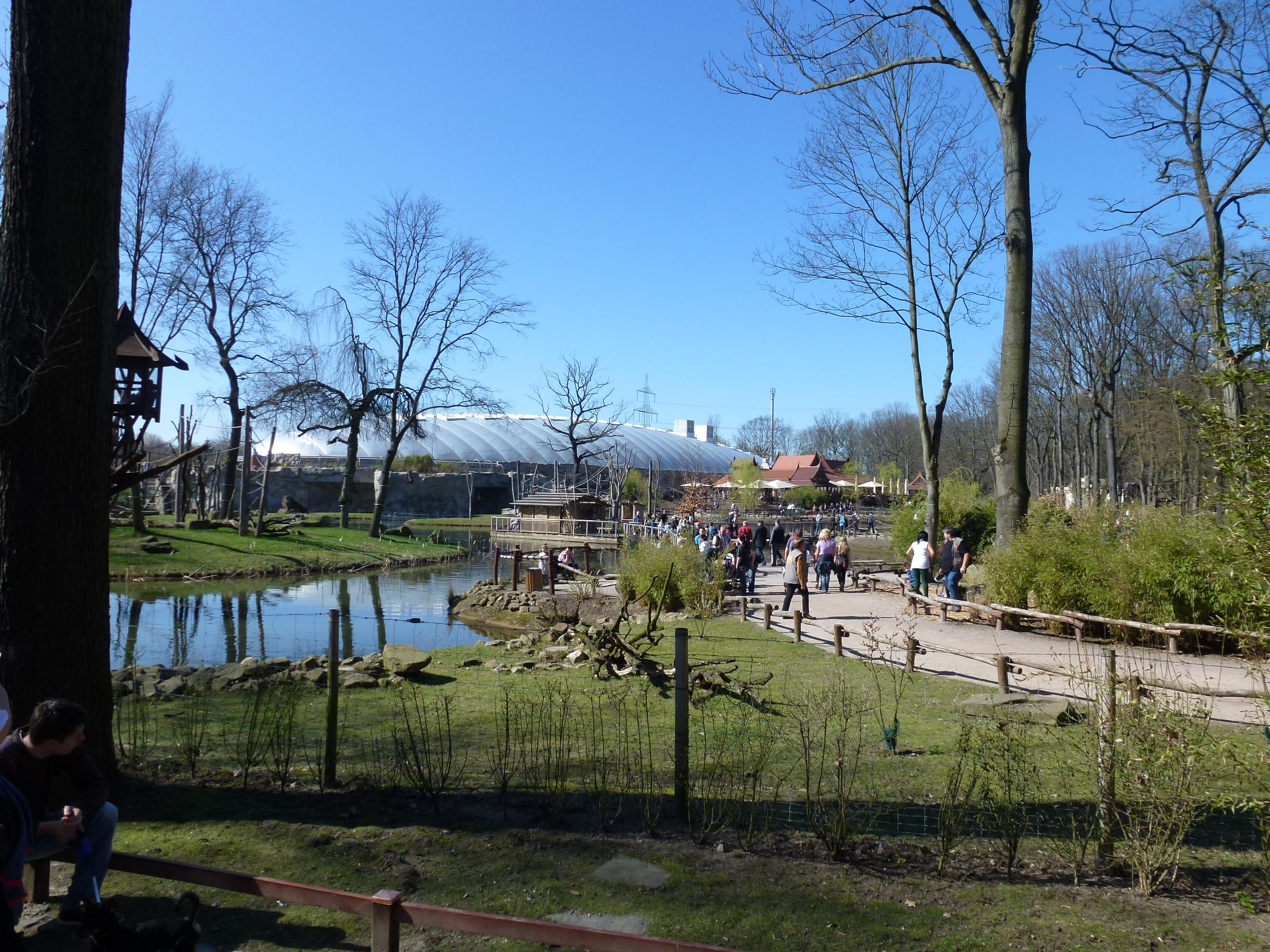
Blick auf „Asien“ (Tropenhalle, Schweinsaffenhaus)
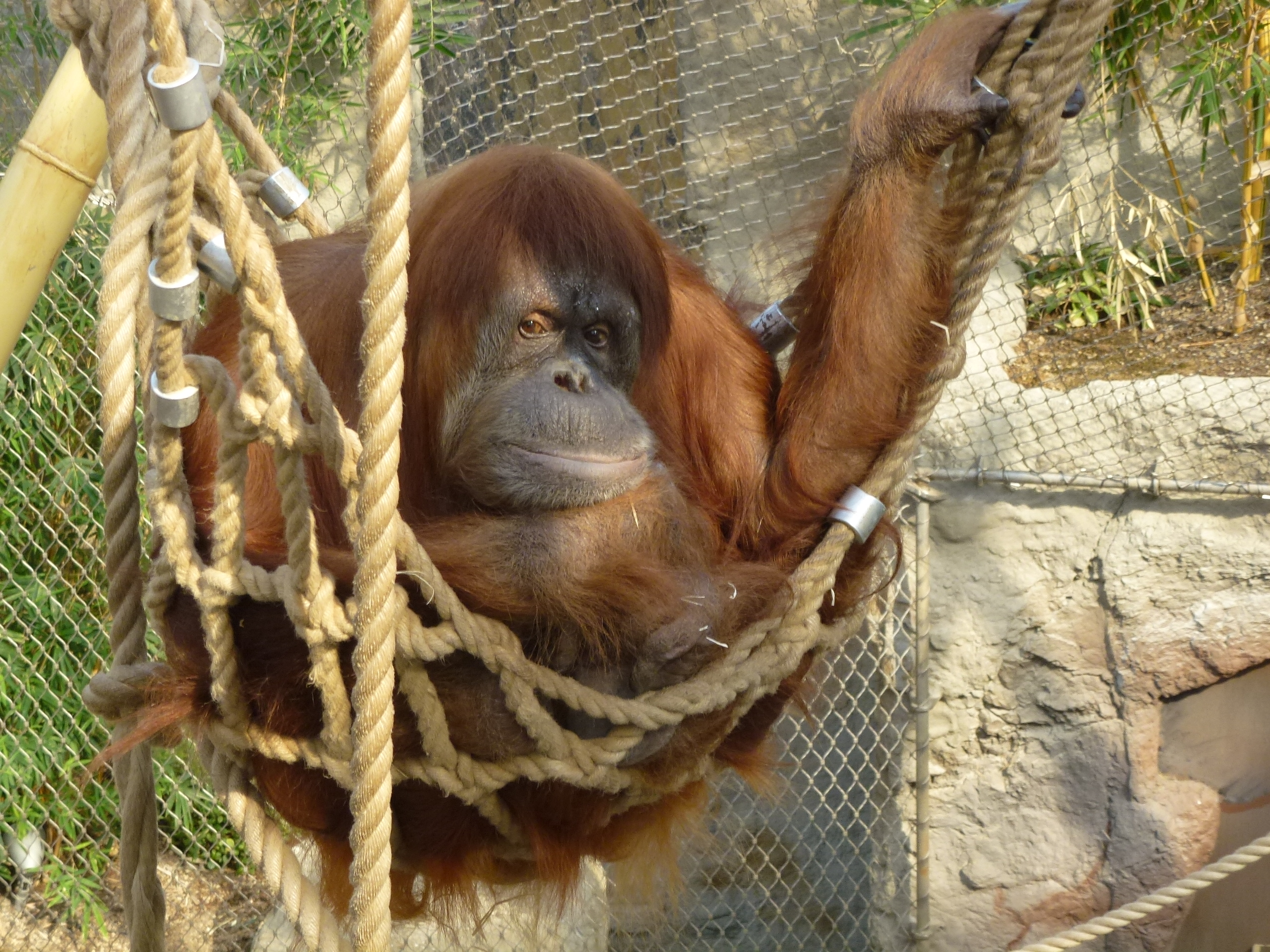
Orang-Utans
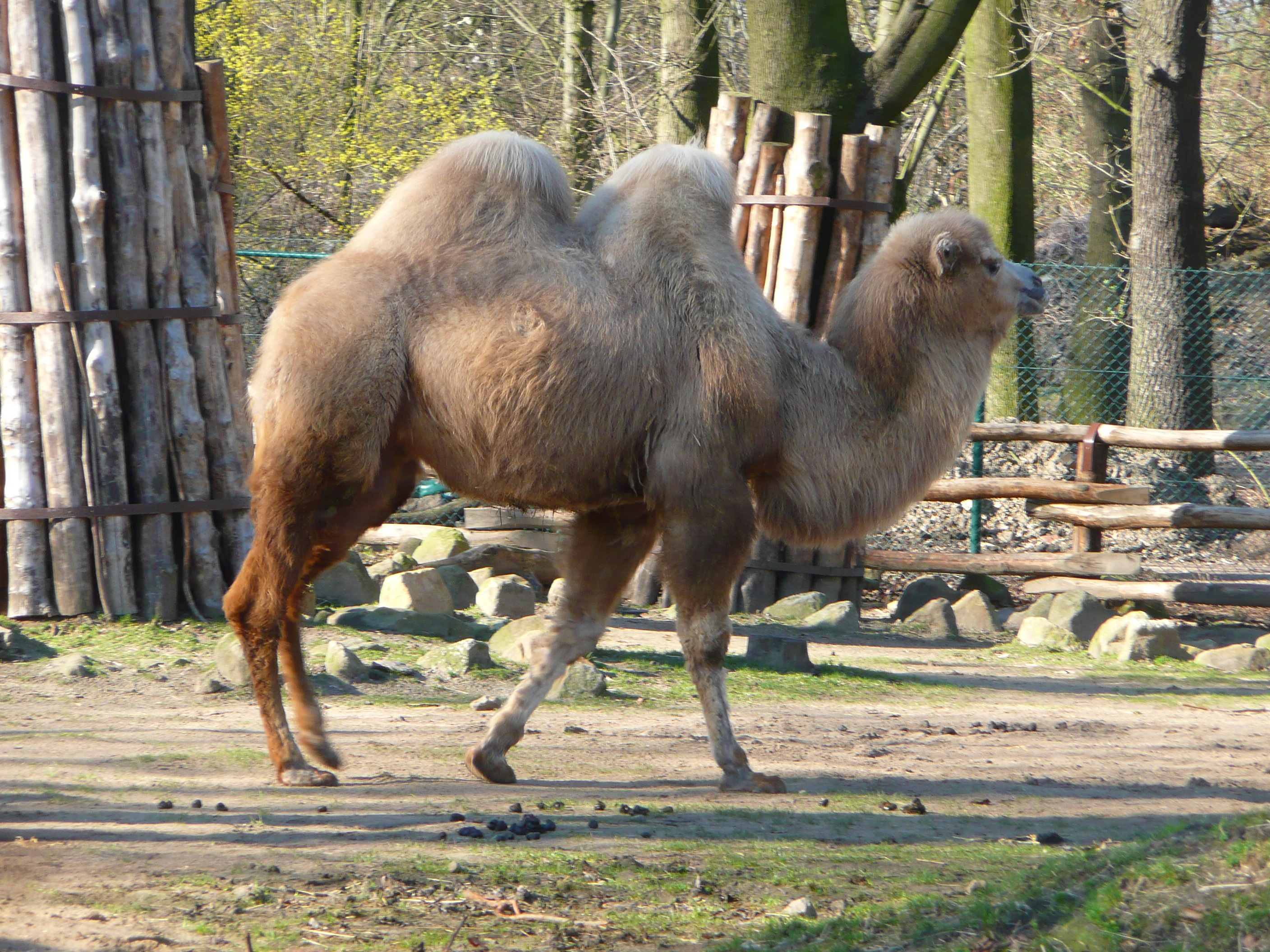
Trampeltier
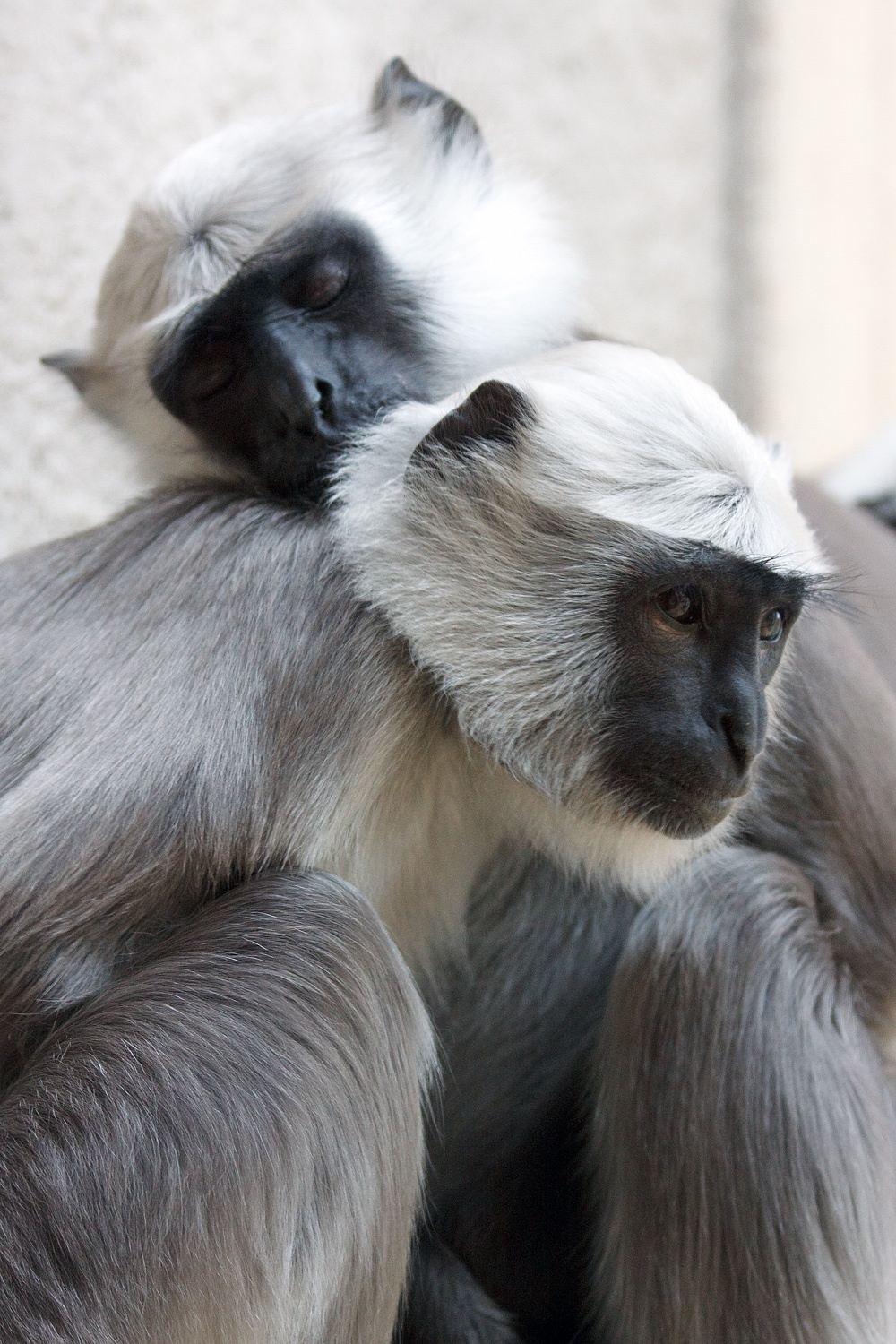
Hanuman-Languren
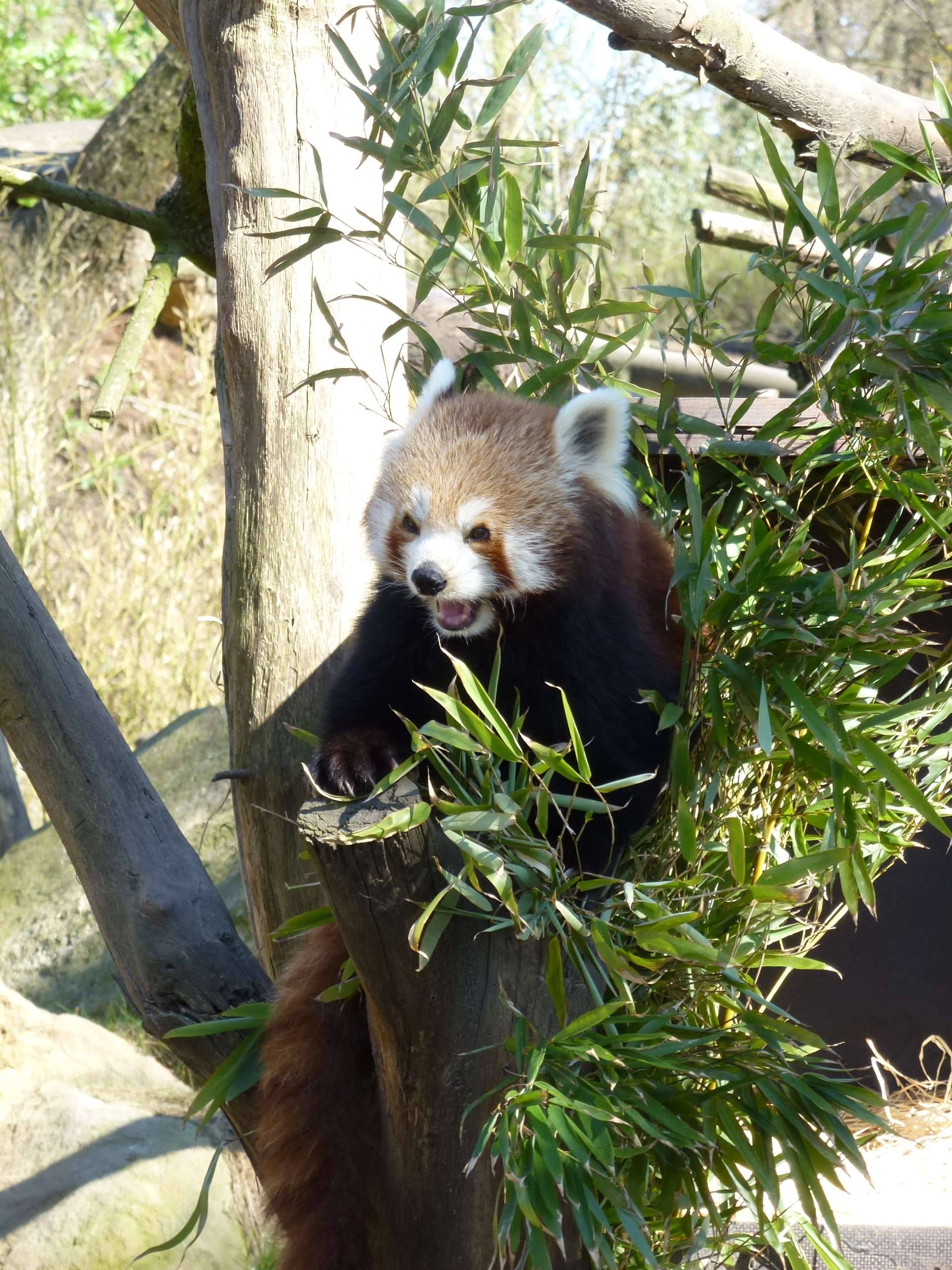
Kleiner Panda
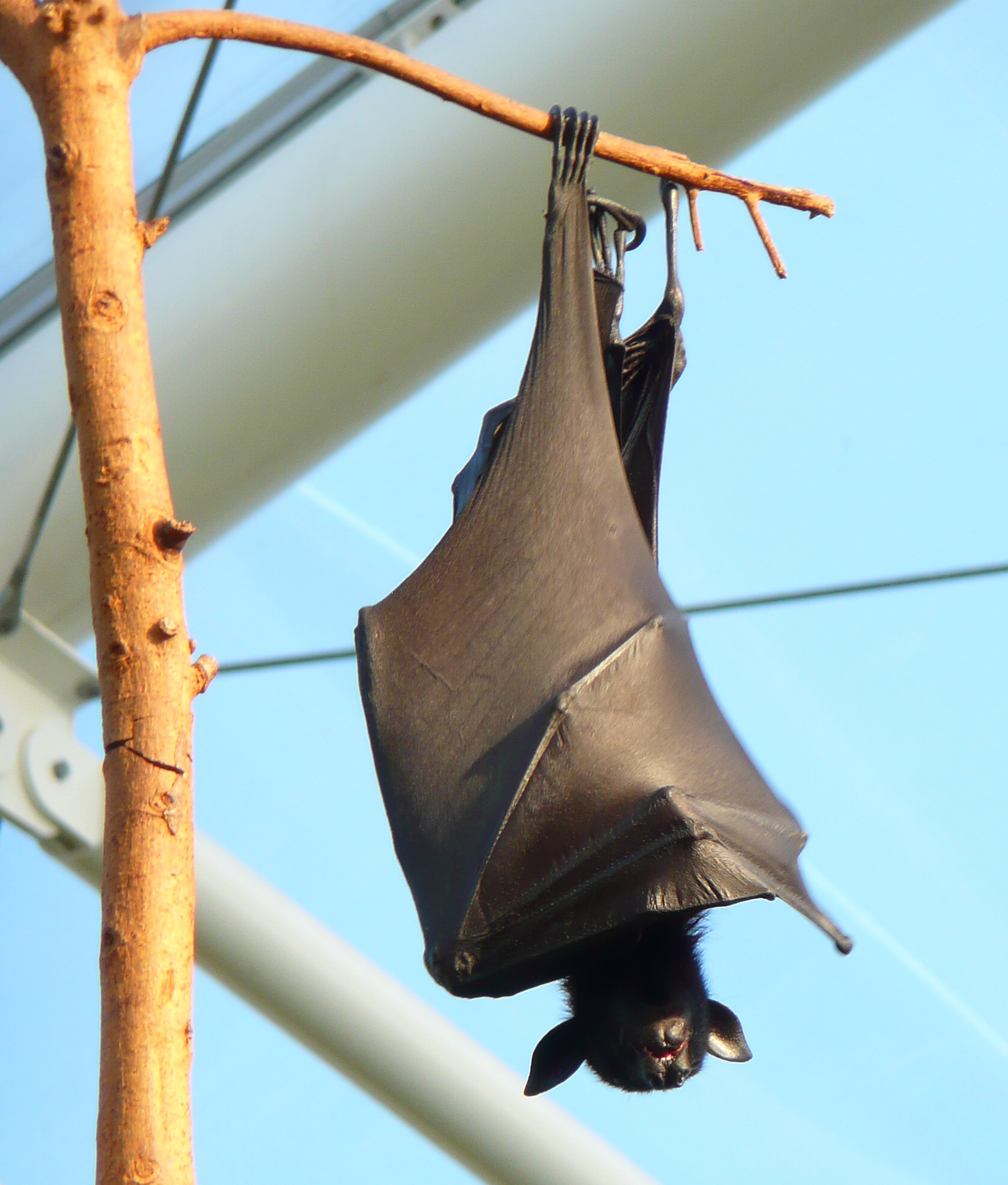
Flughund

## Besondere Ereignisse
Bei einer Attacke eines Artgenossen ist am 21. Dezember 2005 einer der drei Kodiakbären verstorben. Die Zootierärztin vermutete, dass ein Paarungsversuch Anlass der Auseinandersetzung zwischen den Tieren war. Nach diesem Vorfall trennte der Zoo vorläufig die verbleibenden zwei Tiere, ein halbes Jahr später konnten sie aber problemlos wieder zusammengelassen werden.
Die Zoom Erlebniswelt wurde in der Saison 2008/09, 2012/13 und seit 2018 jährlich (Stand März 2025) mit dem Parkscout-Publikums Award als bester Zoo Deutschlands ausgezeichnet.

### Ausbrüche von Tieren
Am 17. September 2005 entkam eine junge Timber-Wölfin aus ihrem Gehege. Nach Rudel- und Revierkämpfen sprang sie über eine 3,50 Meter hohe Spundwand und einen Elektrozaun. Am Morgen des 25. September 2005 wurde die Wölfin auf der A 42 zwischen den Anschlussstellen Gelsenkirchen-Bismarck und Gelsenkirchen-Schalke unweit des Zoos von einem Auto überfahren und starb.
Im Januar 2017 entkam ein junger Luchs namens Findus über das teilweise zugefrorene Gehegegewässer. Nach fünfeinhalb Tagen wurde er eingefangen und unbeschadet in den Zoo zurückgebracht.

## Verkehrsanbindung
Die Erlebniswelt liegt an der Anschlussstelle Gelsenkirchen-Bismarck der A 42. Darüber hinaus befindet sich in unmittelbarer Nähe der Haltepunkt Gelsenkirchen Zoo an der Regionalbahn 43 (Emschertal-Bahn) von Dortmund nach Dorsten.
Von der Stadtbahnhaltestelle ZOOM Erlebniswelt verkehrt die Straßenbahnlinie 301 der Bogestra, außerdem die Buslinien 342 (nur sonn- und feiertags) und 392. Beide Buslinien halten zusätzlich auch direkt am Eingang.
| Linie | Verlauf | Takt (Mo–Fr)                                                |
| ----- | --- | ----------------------------------------------------------- |
| 301   | Gelsenkirchen-Horst Essener Str. – Schloss Horst – Buerer Str. – Gelsenkirchen-Buer Süd Bf – Beckhausen - Buer Rathaus/Kunstmuseum – Erle – ZOOM Erlebniswelt – U Trinenkamp – U Bergwerk Consolidation – U Bismarckstraße – U Leipziger Straße – U Musiktheater – U Heinrich-König-Platz – U Gelsenkirchen Hbf | 7/8 min                                                     |
| 342   | Gelsenkirchen, Westf. Hochschule – Schaffrath – Beckhausen – Gelsenkirchen-Buer Süd Bf – Sutum – Erle, Emscherstr. – (Erle, Marktstr. –) (nur stündlich) Erle, Forsthaus – (ZOOM Erlebniswelt –) (nur sonn- und feiertags) Freizeitbad Wananas – Wanne-Eickel Hbf (fährt weiter als Linie 384)                  | 30 min (Hochsch.–Forsthaus) 60 min (Forsthaus–Wanne-Eickel) |
| 392   | Gelsenkirchen-Bismarck – GE-Zoo Bf – ZOOM Erlebniswelt – Erle | 30 min                                                      |

Östlich vom Zoo verläuft der „Erzbahn-Radwanderweg“ (von Bochum zum Hafen Grimberg), bei dem durch Fenster in der Begrenzungsmauer des Zoos Einblicke in diesen möglich sind.